# 岚图
岚图（英語：Voyah），是东风汽车集团有限公司旗下主打高端的电动车品牌。岚图品牌成立于2018年，2020年7月17日正式对外发布。

## 历史
岚图品牌成立于2018年。2020年7月17日，岚图汽车在武汉Big House当代艺术中心正式发布岚图品牌和标志。东风汽车表示“岚图”与“蓝图”谐音，寓意“美好的规划和前景”；标志取材于《庄子·逍遥游》中的鲲鹏展翅。英文名称“VOYAH”取意Voyage，即“航行”之意。岚图汽车实行市场化运作，独立运营，东风公司副总经理尤峥兼任岚图汽车董事长，卢放任首席执行官兼首席技术官。岚图汽车大部分车型由位于武汉经济技术开发区黄金口产业园的东风智能制造生产基地生产，前身系东风前合资公司东风雷诺的工厂。
2020年9月，岚图在北京车展发布两款概念车iFree和iLand，iLand为首款概念车，而iFree则是量产概念车。11月25日，岚图首款车型岚图FREE预生产下线，定位为中大型高端智能电动SUV，12月18日正式发布。按照规划，岚图每年将发布至少一款新车型，未来将覆盖轿车、SUV、MPV等产品线。
2021年11月19日，岚图梦想家在广州车展发布。该车型定位为“全球首款大型豪华电动MPV”。
2022年11月17日，岚图汽车宣布完成A轮融资。此次融资共有10家投资方参与，央企和大型国有金融机构联合领投，国有资本、地方国资、产业及民营资本跟投，融资比例为12.37%。
2023年2月15日，百度Apollo宣布岚图接入文心一言，成为第二家接入文心一言的汽车品牌。4月18日，第三款车型岚图追光在上海车展发布。
2024年1月22日，岚图与华为签署战略合作协议，双方将以Huawei Inside模式下开展智能汽车的合作。4月9日，第十万辆岚图新能源车——岚图梦想家下线。4月24日，岚图汽车宣布推出“岚海动力系统”，拥有纯电、混动和增程三种动力模式。岚图CEO卢放还宣布，岚图梦想家的更新版本将首次搭载华为乾崑ADS 3.0智驾系统，预计2025年上半年上市。6月，岚图汽车公布第四款车型岚图知音，将搭载华为的智能座舱和智驾系统。该车型由位于武汉的东风日产云峰工厂生产。

## 海外布局
2022年2月17日，岚图宣布进入欧洲市场，首先在挪威市场布局。同年6月，岚图FREE在挪威奥斯陆首次在海外发布，首个旗舰店位于奥斯陆皇宫商圈，挪威用户的交付工作于该年第四季度开始。
2022年11月初，岚图挪威第二家旗艦店在特隆赫姆开业。12月，為填補西方汽車離開俄罗斯市场的空缺，經銷商Motorinvest確認引進岚图，並率先成為官方代理商，也代表該公司未來將順道打入俄獨聯體等市場。除了FREE車型，岚图在俄罗斯还引进了梦想家與追光，预计2023年在俄销量达5000輛左右。
截至2024年4月，岚图已进入欧洲多个国家的市场，包括挪威、俄罗斯、丹麦、芬兰、荷兰、保加利亚、捷克、意大利等。根据岚图汽车发布的出海战略，2024年内将进入更多的欧洲国家，以及一带一路国家，同时计划进入中东、南美、东南亚市场。2026年将基本实现欧洲市场全覆盖。预计到2030年实现全球市场“6655”核心目标：在全球六大洲60个国家布局，在海外累计建成500家销售服务网点，海外销量累计突破50万辆。

## 车型
- 岚图FREE（英语：Voyah Free）（2021年至今），中型SUV，有纯电动和增程两个版本
- 岚图梦想家（英语：Voyah Dreamer）（2022年至今），全尺寸MPV，有纯电动和混动两个版本
- 岚图追光（英语：Voyah Passion）（2023年至今），中型轿车，有纯电动和混动两个版本
- 岚图知音（2024年至今），紧凑型纯电动SUV

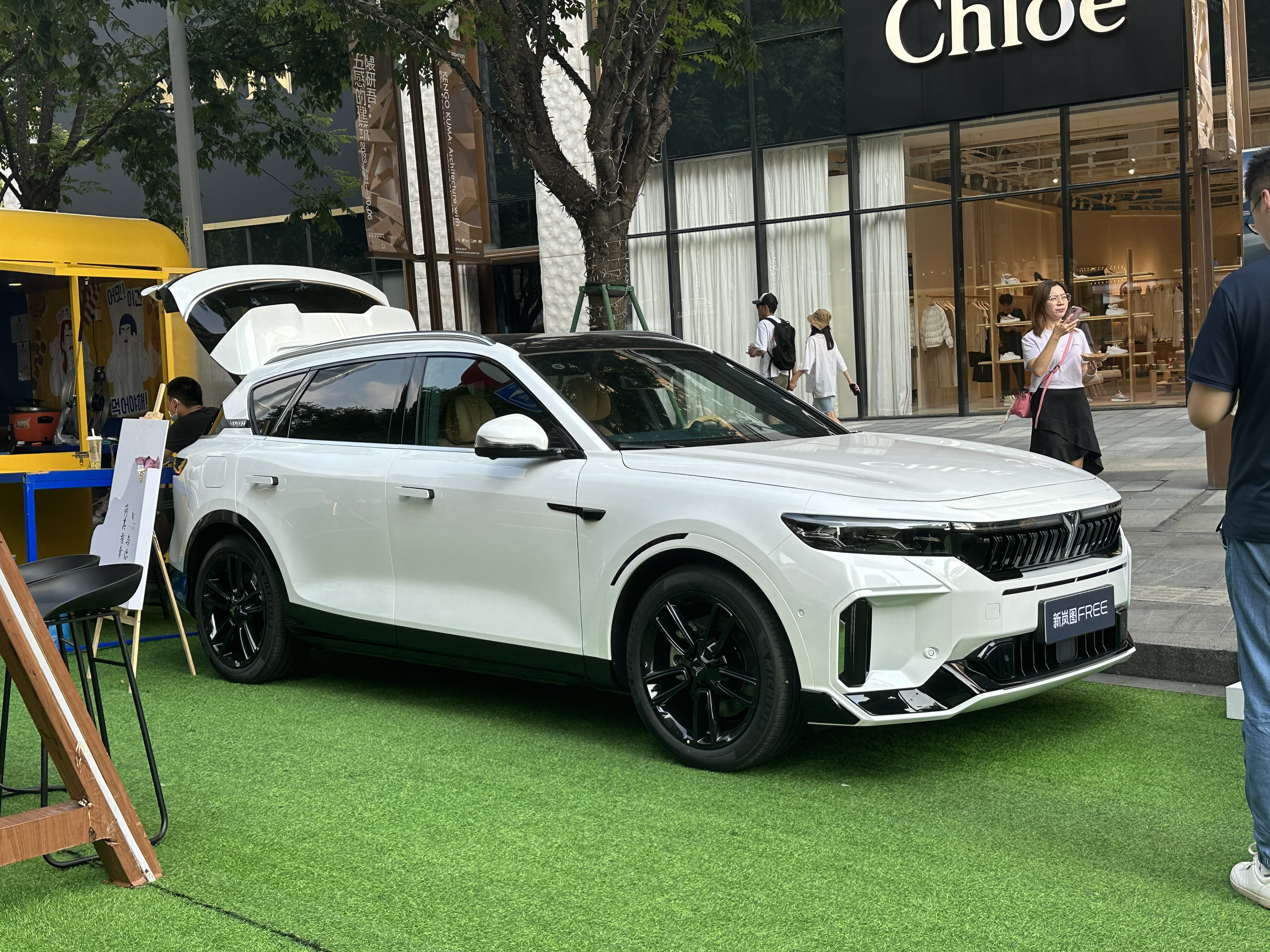
岚图FREE
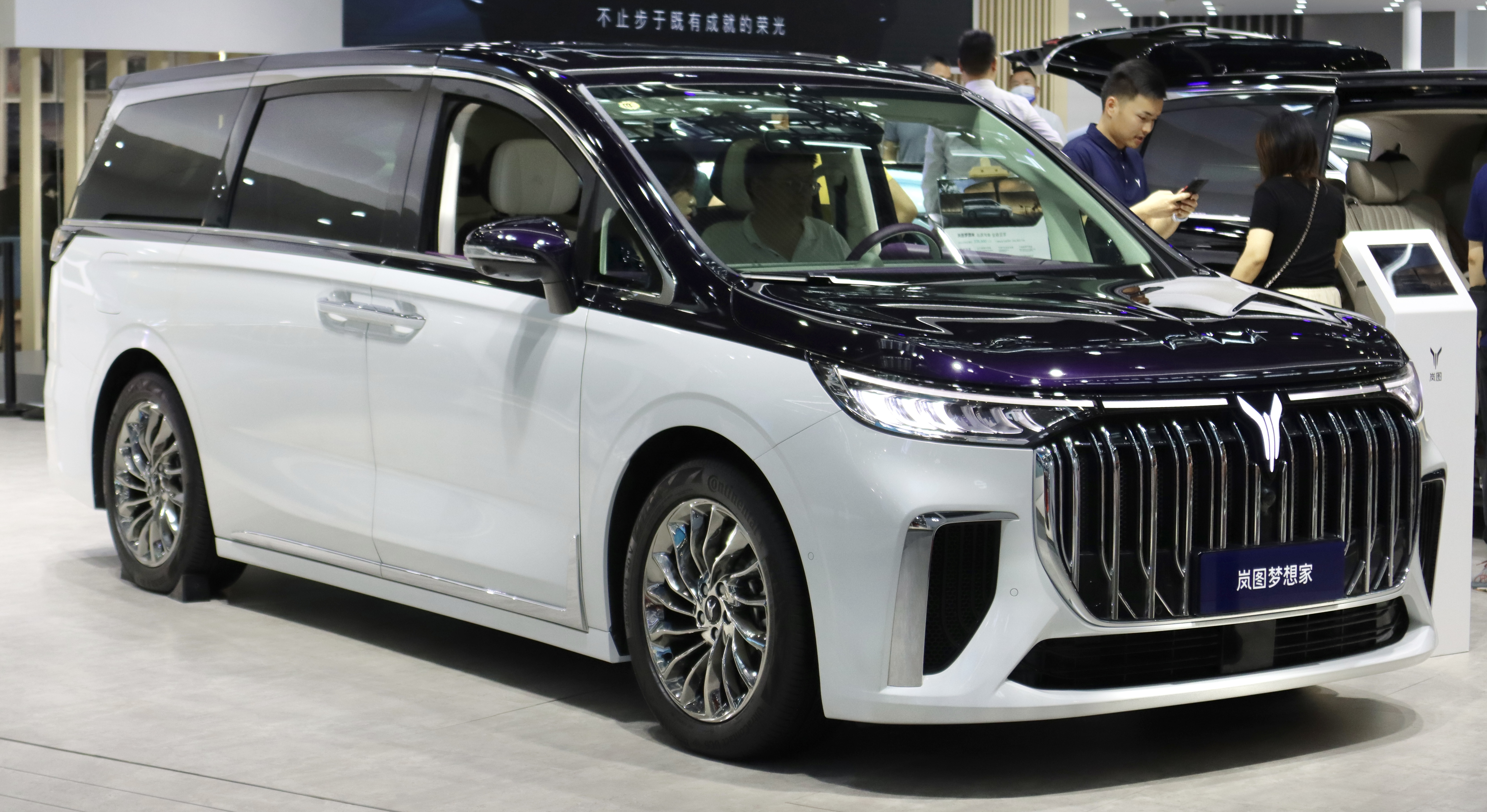
岚图梦想家
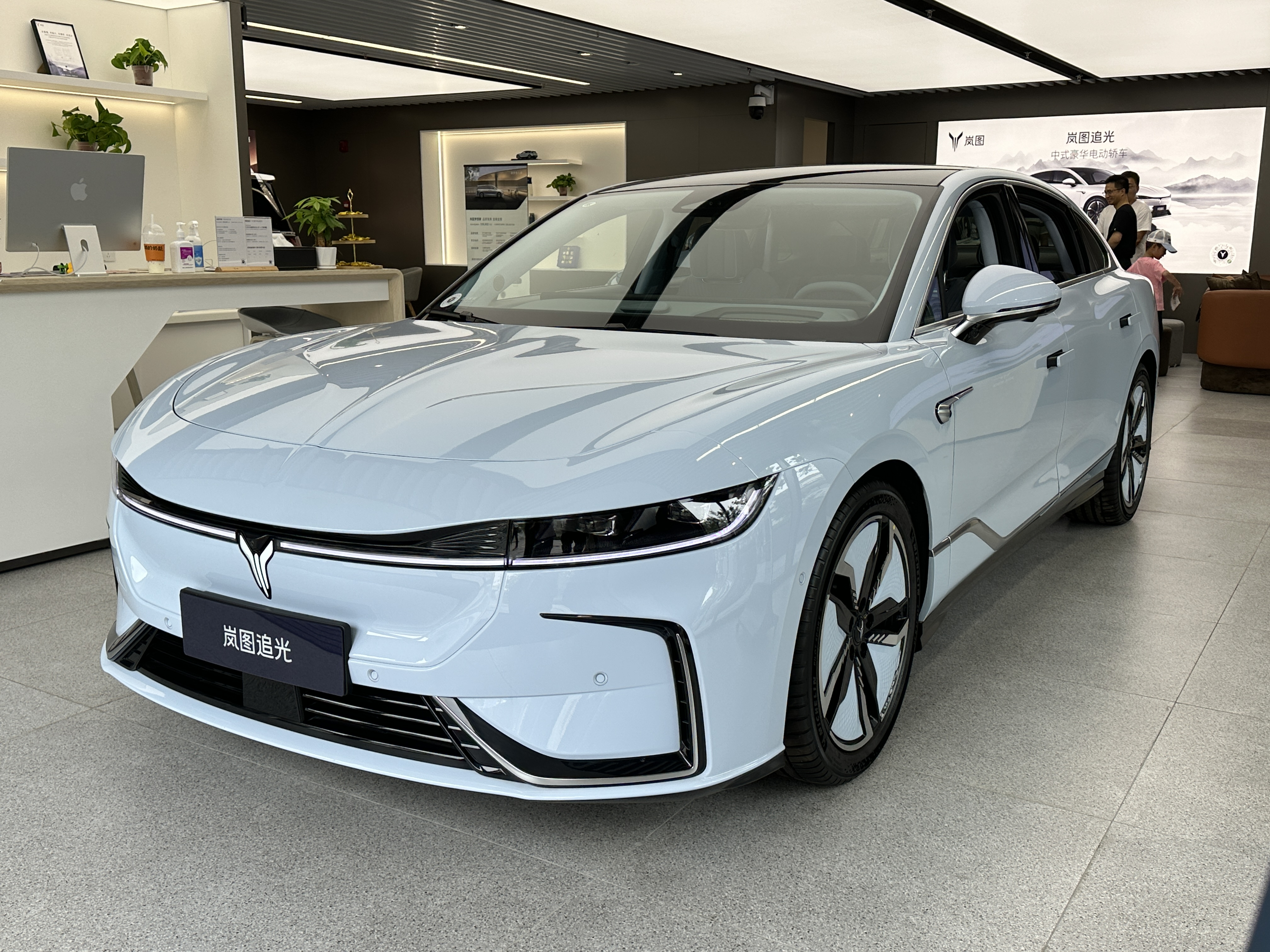
岚图追光